# BTG Pactual
BTG Pactual es un banco de inversión brasileño especializado en capital inversión y capital riesgo, además de la administración de fondos de inversión o patrimoniales y fondos gubernamentales, en mercados de wealth management, global asset management. BTG Pactual es una empresa de capital abierto administrada por una alianza, que actualmente cuenta con 64 socios y 175 asociados, y fue el resultado de la adquisición del banco UBS Pactual por BTG Investments.
El banco fue fundado en 1983 en Brasil y tiene sede en Botafogo, en la ciudad de Río de Janeiro, y en la avenida Brigadeiro Faria Lima, en la ciudad de São Paulo. Además, tiene oficinas en otros centros financieros mundiales, como Nueva York, Londres, Hong Kong y países como Chile, Perú, Colombia, México, Argentina y Luxemburgo. El banco oferta servicios de asesoría, transacciones M&A, renta variable, deuda, administración de inversiones y patrimonios, préstamos y financiación corporativa, así como administración de fondos, ya sean sociedades anónimas, instituciones financieras, gobiernos o individuos de alto patrimonio. El banco actúa también en inversiones de propiedades (se trate tanto de activos líquidos como de activos no líquidos) y es uno de los gestores de activos forestales más grande del mundo con inversiones en los EE. UU., América Latina, Europa y África. Además, es el banco de inversión más grande de la América Latina y también de administración de activos independientes de Brasil.
En julio de 2014, el banco alcanzó la cifra de 200.000 millones de dólares en activos totales. BTG Pactual es controlado por la Junta Directiva, compuesta por los socios  Roberto Sallouti (CEO), Nelson Azevedo Jobim, Claudio Eugênio Stiller Galeazzi, Eduardo Henrique de Mello Motta Loyo, Guillermo Ortiz Martínez, John Huw Gwili Jenkins y Mark Maletz. André Esteves es chairman y director ejecutivo de BTG Pactual, el 29 de abril de 2022, los accionistas de BTG confirmaron el regreso de André Esteves al comando como presidente. La reestructuración de la gobernanza se produjo después de problemas legales relacionados con Esteves, pero el 12 de julio de 2018, Esteves fue absuelto por el Supremo Tribunal Federal de Brasil por falta de pruebas, y Gilmar Mendes, Ministro de la Suprema Corte, consideró que ese caso es un error judicial.

## Historia
El banco Pactual DTVM fue fundado, en 1983, en Río de Janeiro, por Luiz Cezar Fernandes, André Jacurski y Paulo Guedes. La actividad inicial giraba en torno a patrimonios y seguros. Cuando crearon la compañía, los socios fundadores acordaron que la nueva organización financiera se basaría en conceptos tales como asociación meritocrática, práctica y emprendimiento. Periódicamente, todos los empleados, incluso los miembros, reciben una calificación por desempeño individual y adherencia a los valores y la cultura, que culminó con la concesión de un bono. Los que habían un mejor rendimiento en lo largo del tiempo, un factor crítico para el éxito empresarial, eran invitados a convertirse en socios comprando acciones.
En junio de 1999, la empresa pasó por alteraciones societarias que resultaron de la sustitución de los exdirectores ejecutivos por un equipo liderado por André Esteves, Eduardo Plass, Marcelo Serfaty y Gilberto Sayão. El cambio en la administración también dio al banco una nueva dirección estratégica, y comenzó a desarrollar su negocio orientado al cliente (gestión de activos, banca de inversión y gestión de patrimonio) como una forma de diversificar sus fuentes de ingresos y crear una franquicia en los mercados financieros brasileños.
En diciembre de 2006, el banco Pactual fue vendida al banco suizo UBS por 3100 millones de dólares, convirtiéndose en UBS Pactual. La mayoría de los ejecutivos antiguos continuaron en la nueva etapa, incluido André Esteves, al que nombraron jefe global de Renta Fija y vivió en Londres entre 2007 y 2008. En junio de 2008, André Esteves dejó UBS para fundar BTG Investments, una sociedad alternativa de administración de inversiones, junto con otros nueve socios fundadores de UBS A.G. y de UBS Pactual, como Persio Arida, expresidente del Banco Central.
En mayo de 2009, BTG Investments cerró la adquisición de UBS Pactual por 2.500 millones de dólares. Varios socios antiguos del Banco Pactual continuaron en la nueva institución, bautizada de BTG Pactual.
Desde la adquisición, el banco BTG Pactual creció regularmente, pasando de 1.300 millones de reales en 2009 a 3.300 millones de reales en 2012, y de un patrimonio líquido de 5.100 millones de reales, en 2009, hasta los 14.100 millones de reales, en 2012. André Esteves, como CEO y presidente, dirigió el banco junto a comités de gestión globales. Preservó la estructura de la sociedad, donde todos los socios eran ejecutivos con responsabilidad en la organización. Los porcentajes de la sociedad eran revisados anualmente, en consonancia con el desempeño individual de cada uno y la contribución del grupo. En diciembre de 2010, el banco captó recursos por 1.800 millones de dólares en capital inversión de un consorcio de inversores internacionales, incluyendo fondos soberanos (CIC, de China, GIC, de Singapur y ADIC, de Abu Dhabi), familias estratégicas (Mottas, de Panamá, Rothschilds de Reino Unido, Agnelli de Italia y Santo Domingo de Colombia) e inversores institucionales (Ontario Teachers’ Pension Plan y J.C. Flowers & Co.). Los socios de BTG Pactual mantuvieron el control del banco, con una participación de aproximadamente el 80% de su capital.
En enero de 2011, el BTG Pactual compró una participación de control del Banco Panamericano por 450 millones de reales, una compañía financiera problemática, del Grupo Silvio Santos. La adquisición le dio una participación económica del 34,64% en el Banco Panamericano, con un 51% del capital flotante y un acuerdo de control conjunto con la Caixa Econômica Federal (CEF). Por el acuerdo, la CEF aceptó mantener su participación en el Panamericano y ofertarle financiación por un período de ocho años.
En diciembre del mismo año, el banco cerró la adquisición de Brazilian Finance & Real Estate, por 1.200 millones de reales, una gestora local con intereses en el sector inmobiliario. Con la adquisición, BTG Pactual se hizo la mayor administradora brasileña de fondos de inversión dedicados al sector inmobiliario.
En abril de 2012, BTG Pactual comenzó a cotizar en la Bolsa de São Paulo, captando 3.656 millones de reales, la mayor OPV de Brasil desde 2009. El mismo año, el BTG Pactual concluyó la adquisición de dos operaciones relevantes de servicios financieros. La primera fue la de Celfin Capital, un banco de inversión chileno adquirido por 245 millones de dólares, con oficinas en Chile y en el Perú. En junio de 2012 compró la compañía Bolsa y Renta, una correctora colombiana por 52 millones de dólares.
En julio de 2014 BTG Pactual hizo dos adquisiciones en Europa, la primera fue la reaseguradora británica Ariel Re, comprada por un valor no divulgado; adquirió también por 1.500 millones de dólares (cerca de 4.000 millones de reales) el banco suizo BSI, adquisición el BTG Pactual amplió sus operaciones en Europa.
En 2015, BTG Pactual vendió al fondo soberano de Singapur GIC acciones de la Red D'Or Son Luiz, la mayor red de hospitales privados del país. El valor de la venta fue, aproximadamente, de R$ 2.300 millones. En diciembre del mismo año, el banco BTG Pactual informó de la venta de créditos y títulos de renta fija por valor de 900 millones de reales (231 millones de dólares) al también brasileño Itaú BBA, equivalente al 0,3% del capital del banco. Más tarde, el Banco Itaú informó que cerró acuerdo con el Banco BTG Pactual para la compraventa de la participación del 81,94% del banco BTG Pactual en la compañía Recovery do Brasil Consultoría, equivalente al 0,2% del banco, por R$ 640 millones. A finales de diciembre, la compañía española Acciona ofreció por el 39% de la compañía Aigües Ter-Llobregat (ATLL), en manos de BTG Pactual, unos 60 millones de euros.
En 2016 BTG Pactual vende el banco de inversión suizo BSI al banco helvético J. Safra Sarasin por una cantidad no desvelada.
Roberto Sallouti es actualmente CEO de BTG Pactual. La administración del banco ha preservado la estructura de una empresa, donde todos los socios son ejecutivos con responsabilidad en el día a día de la organización. El porcentaje de la sociedad se revisan anualmente, de acuerdo con el rendimiento individual de cada uno, y los nuevos miembros están invitados a unirse a la sociedad.

## Líneas de negocio

### Investment banking
Como consultor o financiero, BTG Pactual ayuda a las empresas, a otras instituciones financieras y a los gobiernos obtener financiación mediante la emisión de valores y préstamos estructurados y garantizados. También proporciona servicios en M&A, IPO, operaciones de FX, así como también en el comercio de derivados y materias primas.

### Asset management
El Asset Management de BTG Pactual suministra servicios de gestión y administración de fondos de inversiones y carteras administradas. Con un enfoque en clientes institucionales, ofrece soluciones de consultoría e inversión en renta fija, mercados monetarios, capital público y privado, así como acciones.

### Wealth Management
El área de BTG Pactual responsable de administrar carteras de inversión personalizadas para individuos de alto patrimonio neto (HNW). También ofrece servicios de asesoría financiera a familias que necesitan proteger y expandir su riqueza, así como sucesión y planificación de bienes inmobiliario.

### Activos Forestales
BTG Pactual Timberland Investiment Group (TIG) es uno de los mayores gestores de activos forestales del mundo, con inversiones en EE. UU., América Latina, Europa y África. El grupo de inversión en bosques forestales de BTG es responsable del agronegocio y el manejo de los bosques forestales, incluidas las granjas de árboles y los bosques naturales.

## Controversias
Tanto el banco como André Esteves estuvieron involucrados en investigaciones en que todas culminaron en absolución: en 2015, el banco fue investigado y luego absuelto por la Comisión de Bolsa y Valores (CVM) por abuso de información privilegiada. En 2016, el entonces presidente, André Esteves, fuera mencionado en una investigación federal, siendo absuelto en 2018.

## Los premios concedidos
- El Mejor Private Bank de Brasil, 2020.[37]
- El Mejor Private Bank para Emprendedores en América Latina, 2020.[37]
- El Mejor Banco de Inversiones de mercados emergentes, por la revista Euromoney, 2019.[38]
- Electo el Mejor Banco de Inversiones de Brasil, Chile y Colombia por el Premio World Finance 2018.[39]
- Electo el Mejor Fondo Macro Global (“Elect Best Global Macro Fund”) en el “ 2018 Investors Choice Awards”.[40]
- BTG Pactual es elegido el mejor banco especializado del país en 2018 en el ranking "Las mejores de la Dinero".[41]
- Altamente Recomendado como Melhor Banco privado de Brasil (“Highly Commended at Best Private Bank in Brazil”) por “the Global Private Banking Awards 2016”.[42]
- El Mejor Banco Privado de Colombia (“Best Private Bank in Colombia”) por “the Global Private Banking Awards 2016”.[42]
- El Mejor Manco Privado em Colombia (“Best Private Bank in Colombia”) por “the Global Private Banking Awards 2017”.[43]
- El Mejor Banco de venta de acciones de Brasil (“Best Equities Sales bank in Brazil”) en el “2017 Institutional Investor ranking”.[44]
- Líder en temas de equidad en América Latina desde 2004 (Dealogic) y Brasil (Bloomberg, 2012), votado como Mejor Merger & Acquisition House (Brasil) y la Mejor Equity House (Brasil, Chile e América Latina) por la Euromoney (2013)[45]
- Mejores servicios generales de Banca Privada (“Best Private Banking Services Overall”, “Annual Private Banking and Wealth Management Survey 2013”.[46]
- Mejores servicios generales de Banca Privada (“Best Private Banking Services Overall”, “Annual Private Banking and Wealth Management Survey 2013”.[46]
- Variedad de productos de inversión (“Range of Investment products”), “Annual Private Banking and Wealth Management Survey 2013”[46]
- Nombrado Mejor Casa de Research en América Latina (2012) y Brasil (2013 y 2012) y Líder en Sales & Trading en América Latina (2013) y Brasil (2013 y 2012) por Inversores institucionales.[47]
- Asset Management nombrado Mejor Administrador de Fondos en Brasil por la revista Exame / FGV por dos años consecutivos (2011 y 2012).[48][49]